# 科什泰尤鄉
45°44′N 21°51′E / 45.733°N 21.850°E
科什泰尤鄉（羅馬尼亞語：Comuna Coșteiu, Timiș），是羅馬尼亞的鄉份，位於該國西部，由蒂米什縣負責管轄，面積84平方公里，海拔高度109米，2002年人口3,714，人口密度每平方公里44人。